# Dagmar Minaříková
Dagmar Minaříková (13. července 1935, Nová Brtnice – 5. července 2001, Třebíč, rozená Dagmar Navrátilová) byla česká geoložka.

## Biografie
Dagmar Minaříková se narodila v roce 1935 v Nové Brtnici, v roce 1953 odmaturovala na gymnáziu v Třebíči a následně mezi lety 1953 a 1958 vystudovala přírodovědeckou fakultu Masarykovy univerzity v Brně. Následně nastoupila do Geologického ústavu Dionýza Štúra v Bratislavě a posléze přešla do Geologického ústavu v Praze, kde vedla zahraniční odbor. Mezi lety 1978 a 1979 pracovala pro State organization for Minerals v Bagdádu, kde se věnovala výzkumu kvartéru severní Mezopotámie. Věnovala se také výzkumu geologických změn po stavbě Jaderné elektrárny Dukovany a spolupracovala s ekologickým střediskem Chaloupky.